# 山形市立第七中学校
山形市立第七中学校（やまがたしりつ だいしちちゅうがっこう、Yamagata Civic 7th Junior High School）は、山形県山形市にある公立中学校。略称は「山七中」、山形市内では「七中」とも呼ばれている。

## 概要
山形市最北部が学区。大郷小、出羽小、明治小学区が主な学区。

## 沿革
- 1959年 - 山形市立大郷中学校、山形市立出羽中学校、山形市立明治中学校が統合し、山形市立第七中学校として開校

## 所在地
- 〒990-0801
山形市天神町2520番地

## 部活動
- 運動部
  - 野球、バレーボール、陸上、柔道、剣道、バスケットボール、サッカー、テニス、卓球、バドミントン、ソフトボール、水泳、なぎなた
- 文化部
  - 吹奏楽、総合文化
- その他
  - 外部活動部